# Красный Городок (Сергиевский район)
Красный Городок — село в Сергиевском районе Самарской области в составе сельского поселения Кутузовский.

## География
Находится на расстоянии примерно 19 километров по прямой на север от районного центра села Сергиевск.

## История
К концу XVIII века здесь находились дворянские усадьбы А. Н. Сабиунова, М. И. Струйского и А. А. Степанова.
В 1899 году была построена школа.
Весной 1918 года в село пришли колчаковцы, стояли 7 дней, следом за ними шла латышская дивизия Красной Армии. Боёв за село не было.
В 1929 году создан колхоз «Буревестник». Первым председателем стал Котельников Фома Леонтьевич.
Весной 2007 года началось восстановление церкви в честь Святителя Николая Чудотворца.

## Население
Постоянное население составляло 185 человек (русские 81 %) в 2002 году, 178 в 2010 году.